# Parc naturel de Te Faʼaiti
Le parc naturel de Te Fa'aiti est un parc territorial de catégorie II, géré principalement dans le but de protéger les écosystèmes et à des fins récréatives.
La vallée Faaiti est un site classé par arrêté du 5 juin 1989

## Géographie
Le parc est délimité à l'ouest par la ligne de crête reliant les monts Pitohiti et Phinaiateta, puis au nord par une ligne rejoignant le confluent entre la rivière Vaipaea et la rivière Vaituori, puis se poursuit au sud-est par la ligne de crête Teivimarama. Il couvre ainsi une surface de 750 hectares.

## Historique
Cet espace a été protégé dans les années 1980 afin de préserver une partie de la vallée de la Papenoo, à la suite des demandes d’exploitation hydroélectrique et d’extraction de matériaux importantes qui auraient pu dénaturer l'environnement.
En 2000, le parc est reclassé en parc territorial de catégorie II. Des opérations de lutte contre des espèces exotiques envahissantes ont lieu.
En novembre 2017, une convention est signée entre le ministre polynésien chargé de l'environnement, Heremoana Maamaatuaiahutapu et le consultant botaniste, Frédéric Jacq, afin de réaliser un suivi écologique du parc territorial.